# ムアンナラーティワート郡
座標: 北緯6度25分34秒 東経101度49分23秒 / 北緯6.42611度 東経101.82306度
ムアンナラーティワート郡（ムアンナラーティワートぐん、タイ語:อำเภอเมืองนราธิวาส）はタイ王国南部・ナラーティワート県の郡（アムプー）である。同県の県庁所在地でもある。

## 名称
元々、マレー系の住民によってクアラ・ムナラ (Kuala Menara) と呼ばれており、短くムナラとも呼ばれていた。このクアラ・ムナラは「灯台」という意味である。これをタイ人は崩してバーンナラー (บางนรา)、バーンナーク (บางนาค) と呼び、バーンナラーの名前が公文書でも見られるようになった。1915年、ラーマ6世（ワチラーウット）は県の名前をこのバーンナラー県からナラーをもじってサンスクリット風にナラーティワート県と名を変えた。郡の方はしばらくバーンナラー郡と呼ばれていたが、1937年に県の名前に合わせてムアンナラーティワート郡と改称した。なお、ナラーティワートの意味は「よい住民の住むところ」である。

## 歴史
ナラーティワートは元々、ムナラと称しサーイブリーの村だった。その後、タムボン・ナマーロー (ตำบลมะนาลอ) と改称しラゲ県の管轄下に入った。その後。タムボン・ナマーローは発展し、ラゲ県の県庁舎はタムボン・ナマーローに移転しその後、タムボン・ナマーローは郡に昇格し地元の名前に合わせバーンナラー郡と呼ばれるようになった。その後、県がナラーティワートと改称したのに合わせ、1938年にムアンナラーティワート郡となった。
ラーマ9世（プーミポン）はこの地に1973年タクシンラーチャニウェート宮殿を建設、毎年の様に訪れていた。

## 地理
郡はバーンナラー川の形成した平地にある。郡内の重要な水源もバーンナラー川である。郡内にはアーオ・マナーオ＝カオ・タンヨン国立公園がある。
国道42号線が東に延びておりパッタニー方面に、国道4055号線が西南に延びておりスンガイコーロックに、国道4084号線が南東に延びておりタークバイ方面と、国道4136号線が北に通っておりマイケン方面とつながっている。

## 経済
郡内の主な産業は農業で、パラゴムノキ、コメ、ココヤシ、その他果物類が生産されている。また漁業も行われている。

## 行政区分
郡は7のタムボンに分かれ、さらにその下位に57の村（ムーバーン）がある。自治体（テーサバーン）があり以下のようになっている。
- テーサバーンムアン・ナラーティワート・・・タムボン・バーンナークの一部。

また郡内には6のタムボン行政体（オンカーンボーリハーンスワンタムボン）がある。
1. タムボン・バーンナーク・・・ตำบลบางนาค
2. タムボン・ラムプー・・・ตำบลลำภู
3. タムボン・マナンターヨー・・・ตำบลมะนังตายอ
4. タムボン・バーンポー・・・ตำบลบางปอ
5. タムボン・カルウォー・・・ตำบลกะลุวอ
6. タムボン・カルウォーヌア・・・ตำบลกะลุวอเหนือ
7. タムボン・コークキエン・・・ตำบลโคกเคียน